# Shōen

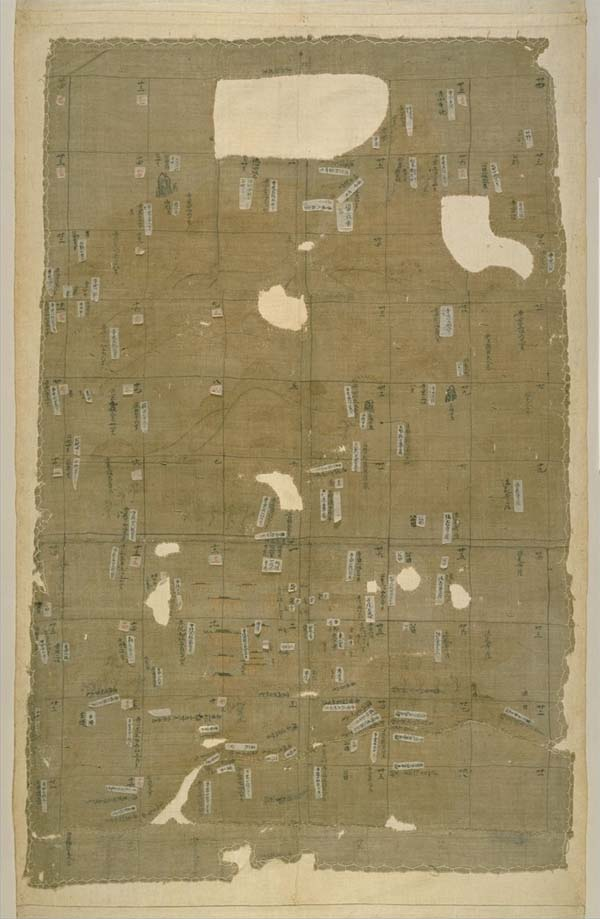
Carte des shōen à l'époque de Nara au Nukuta-dera dans l'actuelle Yamatokōriyama, préfecture de Nara (VIIIe siècle), dans la collection du Musée national d'histoire japonaise.

Les shōen (荘園) sont à partir du VIIIe siècle au Japon des terres ou domaines exploitables donnés par l'empereur à un grand noble ou une institution religieuse et sont plus ou moins exemptés d'impôts par la cour. À partir de 743, ces domaines passent d'un statut ponctuel à celui d'héréditaire et donc assez indépendant du pouvoir central. À partir du Xe siècle, leur taille devient plus importante. La façon dont ils ont été imposés et les personnes touchant ces impôts a varié de nombreuses fois au fil des siècles.

## Présentation
Un shōen est un domaine privé, souvent autonome, exempté de façon plus ou moins partielle d'impôts, existant des environs du VIIIe siècle jusqu'à la fin du XVe siècle ; historiquement, le développement de ce système sape le pouvoir politique et économique de l'empereur et contribue à la croissance de puissants clans locaux.
À mesure que le nombre de ces biens augmente, ils deviennent indépendants du système administratif civil et contribuent à la montée d'une classe militaire locale. Avec la création du shogunat de Kamakura, ou dictature militaire, en 1192, les intendants nommés par le pouvoir central (jitō) affaiblissent la puissance de ces propriétaires. Le système shōen disparaît au milieu du XVe siècle, lorsque les villages deviennent des unités autonomes, en raison de loyauté envers un seigneur féodal, ou daimyos, qui divise la région en fiefs et perçoit une taxe fixe.
Les shōen peuvent être distingués par période historique. Les premiers domaines se développent à partir des terres attribuées à des sanctuaires shintoïstes ou bouddhistes officiellement approuvés ou accordés par l'empereur comme cadeaux à la famille impériale, à des amis ou des fonctionnaires ; ce type de domaine finit par disparaître au cours de la période Heian. Après la décadence du système ritsuryō, un système féodal se développe : les propriétaires fonciers partagent les recettes produites (appelées shiki) avec de plus puissants dirigeants, souvent à la cour, afin d'être exemptés de taxes et de contourner le système d'égalisation des terres (en) de style chinois, selon lequel les terres sont redistribuées à intervalles réguliers. À l'époque de Kamakura se met en place une hiérarchie d'intendants domaniaux (jitō), gouverneurs de province militaire (shugo) et le shogun à Kamakura. Les shōen sont complètement libres de toute ingérence du gouvernement impérial qui n'a donc rien à dire ni ne contrôle ce qui se passe dans les limites desdits shōen.
À la fin de l'époque de Heian, pratiquement toutes les terres japonaises sont devenues des shōen et continuent à l'être après la guerre d'Ōnin jusqu'à ce que l'époque Sengoku marque la « déféodalisation » de la société japonaise.

## Histoire
Les shōen apparaissent au VIe siècle pour disparaître au XVIe siècle. Ils peuvent être distingués par période historique et un shōen de chaque période a des caractéristiques spécifiques à sa formation et aux relations avec les cultivateurs de ses champs. Il existe deux périodes principales de développement des shōen, même si d'autres catégorisations plus petites et plus détaillées existent. Le premier type, qui se développe au milieu de l'époque de Nara, est maintenant appelé shoki-shōen (初期 庄园, littéralement « shōen primitif »). Les shōen du second type, qui continuent à partir du milieu de l'époque de Heian jusqu'à l'époque Sengoku, sont appelés chusei-shōen (中世荘园, littéralement « shōen médiévaux »). Il est à noter que ces noms et la distinction entre les deux sont des concepts modernes, et n'ont pas été utilisés historiquement et ne peuvent être trouvés dans les archives historiques.

### Avant le systèmeritsuryō
Les plus anciens antécédents des shōen sont les tatokoro ou tatokoro naritokoro (田庄) qui passent pour être l'une des étymologies du terme « shōen ». Avant le système ritsuryō ou la réforme de Taika, la terre est divisée entre les familles puissantes historiquement appelées gōzoku (豪族) ou les temples bouddhistes influents, et il s'y trouve des installations appelées yake (宅) afin de diriger la gestion agricole, l'armement, la circulation et les métiers. Dans les premiers documents, les termes yake et tatokoro sont utilisés de façon presque interchangeable pour désigner les services administratifs et ainsi les tatokoro sont considérés comme ayant eu des fonctions similaires à celles des yake. En peu de temps cependant, le sens de tatokoro est étendu afin de désigner non seulement les services administratifs indiqués ci-dessus mais aussi les terres cultivées qu'ils administrent.

### Politique foncière de l'époque de Nara
La nouvelle politique du gouvernement central au cours de l'époque de Nara, initialement conçue pour encourager la valorisation des terres, joue un rôle important dans le développement des shōen. Au cours des deux siècles, VIIe et VIIIe siècles, le régime appelé « des Codes » a fleuri. La politique agraire régit par les Codes, ritsuryō (codes pénal [ritsu] et administratif [ryo]), appelée handen-shūju-sei (班田収受制), est similaire au système d'égalisation des terres (en) chinois (均田制), mais il y a une différence dans le traitement des terres défrichées. Si quelqu'un défriche un terrain au Japon à cette époque, il sera dépossédé et il ne pourra pas le cultiver alors qu'en Chine, il pourra cultiver la terre à condition que le terrain soit plus petit que les dimensions prescrites par la loi. Par conséquent, au Japon, il n'y a aucun intérêt à mettre en valeur des terres et à développer de nouveaux champs et peu de terres sont valorisées alors que la population est en constante augmentation. La pénurie de champs devient ainsi un problème social et économique. Pour résoudre ce problème, le gouvernement central promulgue en 723 la loi sanze-isshin-hō (三世一身法), qui favorise la mise en valeur des terres. Cette loi permet à quiconque de cultiver un champ mis en valeur par lui, et si certaines conditions sont remplies, les champs valorisés par les parents ou les grands-parents. Vingt ans plus tard, en 743, le gouvernement central promulgue une nouvelle loi sur l'encouragement à la mise en valeur appelée konden-einen-shizai-hō (墾田永年私財法) qui prévoit la succession à perpétuité du droit de cultiver les terres défrichées. Cette loi conduit à des mises en culture massives par des gens riches et en retour, cette évolution a un impact significatif sur le développement des shōen.

### Shoki-shōen
Une caractéristique qui distingue les shoki-shōen primitifs des shōen médiévaux est leur mode de formation. La plupart des shoki-shōen sont établis par un temple bouddhiste ou un noble de la capitale, en obtenant la propriété de l'un des deux types de rizières : celles qui existaient avant la propriété du temple ou du noble, et celles mises en valeur sous l'ordre du temple ou du noble. Les shoki-shōen sont composés principalement de terres nouvellement mises en valeur, et en conséquence ceux-ci sont-ils parfois appelés kondenchi-kei-shoki-shōen (垦田地系荘园, littéralement « propriétés de champs récupérés »).
Une autre caractéristique des shoki-shōen est le système de fermage annuel des rizières. Il n'y a pas d'habitants permanents sur les shoki-shōen et ces champs n'ont pas de cultivateurs réguliers, aussi les droits de culture sont-ils loués par un contrat d'un an pour les paysans qui habitaient le voisinage des shōen.
Il est donc indispensable de recruter l'aide des paysans qui font presque tout le travail de culture afin d'assurer une main-d'œuvre stable pour la culture et la valorisation des nouveaux champs. Un propriétaire d'un shoki-shōen utilise souvent le système local du gouvernement daijō-kan, kuni et kōri pour répondre à ce besoin. Le propriétaire d'un shoki-shōen qui habituellement est assigné par le gouvernement central en tant que kokushi (国司, « chef » ou « officier » kuni), désigne  un chef local pour être un gunji (郡司, « chef » ou « officier » kōri) afin de recruter et gérer le travail pour le shōen.

### Formation deschūsei-shōen
Les chūsei-shōen (médiévaux) se distinguent des shoki-shōen principalement par l'existence de shōmin (荘民, paysans en résidence permanente sur les terres du shōen) et sur le pouvoir dont dispose le propriétaire du shōen sur le shōmin. Tandis que les shoki-shōen ne possèdent pas de shōmin et le pouvoir du propriétaire sur les cultivateurs est plus faible que celui du gouvernement, les chūsei-shōen possèdent des shōmin et la plupart des cultivateurs sont des shōmin et le pouvoir du propriétaire du shōen devient plus important que celui du gouvernement. Le propriétaire d'un shōen peut expulser de la propriété les paysans qui ne lui obéissent pas et promulguer ses propres codes pénaux pour des infractions pénales ou de trahison pour assurer ce contrôle sur les shōmin. C'est-à-dire que les propriétaires de shōen, qui à l'origine cultivent leur influence auprès du gouvernement dans la capitale au cours de l'époque de Nara, en viennent à rejeter le lien avec le gouvernement central et à cultiver leur pouvoir sur les paysans locaux.
Un autre trait distinctif des chusei-shōen réside dans leurs exemptions de certains types de taxe imposées par le gouvernement central. Au milieu ou la fin de l'époque de Heian, il existe deux types d'impôts. L'un d'entre eux est la corvée, travail effectué sous la surveillance du kuni, et l'autre est une taxe sur les produits de la ferme (environ 3 % de riz ou autres produits agricoles). Pour échapper à ces taxes, les paysans veulent être gouvernés et protégés par les propriétaires des shōen qui sont généralement un temple bouddhiste politiquement influent, un sanctuaire shintoïste ou un noble de cour. Pour assurer cette protection par les propriétaires de shōen, les paysans font don de la propriété nominale des terres des champs qu'ils cultivent aux propriétaires de shōen. Ces terres, nominalement données au propriétaire d'un shōen sont historiquement appelés kishinchi (寄进地, « terres données »). Les propriétaires de shōen qui reçoivent les « terres données » de la part de la population paysanne shōmin, négocient avec le kokushi ou directement avec le gouvernement central et obtiennent un statut d'exonération fiscale. La plupart des chūsei-shōen réunissent de nombreux champs par le biais du processus de réception des terres données par les paysans en tant que kishinchi. En ce sens, les chusei-shōen sont parfois appelés kishinchi-kei-shōen (寄進地系荘園, littéralement « propriétés de champs donnés »).
Dans le même temps apparaissent des shōen qui réunissent des territoires en dépossédant les paysans de la propriété foncière. Dans certains cas, les propriétaires de shōen exigent un tribut des paysans qui cultivent les champs voisins et si les paysans ne peuvent pas payer ce tribut, le shōen confisque leurs champs. Dans d'autres cas, un paysan ne peut pas s'acquitter du droit d'exploitation des terres shōen et le propriétaire du shōen, qui est créancier du cultivateur, saisit les droits fonciers du cultivateur comme substitut du crédit ; dans ce cas, le paysan devient lié au shōen en tant que shōmin plutôt que fermier. Ce genre de shōen est parfois appelé konden-shūseki-shōen (墾田集積荘園, littéralement « propriété de champs accumulés »).
Il existe plusieurs types de chūsei-shōen et chaque type de shōen dispose d'un processus particulier pour parvenir à un statut d'exonération de l'impôt.

#### Kanshōfu-shō
Un kanshōfu-shō (官省符荘) est un shōen où l'exemption du so (租, sorte de taxe de 3 % de la récolte totale de riz) est autorisée par les procédures officielles. Dans le système ritsuryō, le gouvernement central soutient les sanctuaires shintoïstes et les puissants temples bouddhistes en leur accordant le droit de recevoir du riz. Chaque sanctuaire ou temple se voit attribuer un champ spécifique et du riz est perçu à titre de so des paysans qui cultivent les champs attribués. Au VIIIe siècle, dans certains shōen, la propriété foncière semi-permanente de champs et l'exemption du so dans les champs sont permises par le daijō-kan, qui administre l'exemption d'impôt, et le ministère des Affaires populaires (民部省, Minbushō) avertit le propriétaire des champs relativement à l'autorisation à l'aide d'un document intitulé minbushō-fu (民部省符, « certificat d'affaires populaires ») ou « charte ». Plus tard, la permission du daijō-kan pour les puissants nobles est progressivement augmentée mais pas pour les temples ou les sanctuaires.

#### Kokumen-shō
Un kokumen-shō (国免荘) est un shōen éligible à l'exemption du so ou autre tribut dans le système bempo ou binho (便補). À cette époque, le kuni a l'obligation de verser au propriétaire du shōen les bénéfices dont le montant est déterminé relativement à sa dignité par le gouvernement central. Le système bempo est un moyen habituellement utilisé quand le kuni n'est pas en mesure de payer les bénéfices parce que l'imposition des paysans qui cultivent les champs publics ne fonctionne pas bien ; le kuni transfère au propriétaire du shōen son droit d'imposition des champs dont la somme correspondant au montant des bénéfices. Ce champ est souvent choisi, conformément à la demande du propriétaire du shōen, dans les champs qu'il a reçus des paysans comme kishinchi, ce qui signifie exemption effective de l'impôt. Ce système n'est pas admis par le gouvernement central et un contrat de bempo devient caduc lorsque la durée du mandat du kokushi qui l'a contracté est terminée. Cependant, dans la plupart des cas, les nouveaux kokushi ne peuvent pas refuser la demande d'un propriétaire de shōen de poursuivre un contrat parce qu'ils sont désolés pour la dette accumulée des bénéfices illégitimes qui n'ont pas été versés tandis que le système bempo était appliqué en substitution de paiement. Par conséquent, ces champs sont établis comme zone exonérée de so ou autre tribut imposé par le gouvernement central.
Aux Xe et XIe siècles, les kokumen-shō se développent rapidement et, en 1040, le gouvernement central n'est plus en mesure de continuer à les ignorer et finalement interdit explicitement de nouvelles permissions d'exemption d'impôts de la part des kuni. Cette ordonnance est à présent appelée chōkyū-shōen-seiri-rei (« ordre de régulation des shōen durant l'ère Chōkyū » en japonais).

#### Rinjizōyaku-menjo-shōen
Rinjizōyaku (臨時雑役免除荘園) est un terme général de la variante du travail imposé aux paysans comme taxe par le gouvernement à partir du milieu à la fin de l'époque de Heian, et rinjizōyaku-menjo-shōen est un shōen autorisé d'exemption de rinjizōyaku. Il existe deux processus principaux de formation de rinjizōyaku-menjo-shōen. L'un est le processus de négociation du propriétaire de shōen avec le kokushi ; le propriétaire abandonne le droit d'utiliser une partie de la population active du rinjizōyaku et à la place obtient l'exemption de rinjizōyaku des paysans vivant dans une région en particulier. L'autre est le procédé du système bempo. Toutefois, l'exonération répétée de rinjizōyaku aboutit à une pénurie de kishinchi pour certains propriétaires de shōen qui ne restent pas exempts de rinjizōyaku. Dans la pratique du bempo, si tous les kishinchi du propriétaire de shōen sont exemptés de rinjizōyaku, le propriétaire reçoit le droit d'utiliser la force de travail de champs publics spécifiques. Cela se traduit par l'absorption de champs publics sur le territoire de shōen et au XIe siècle, de nouvelles exemptions de rinjizōyaku dans les champs qui ne sont exemptés ni de so ni d'aucun autre tribut sont interdites.

### Shōendurant la période Muromachi
Au lendemain de la guerre d'Ōnin, la puissance des shōen disparaît tandis que de nouveaux daimyos apparaissent et prennent le contrôle de la Cour. Ces daimyos dissolvent ou détruisent les shōen, préférant garder les paysans sous leur contrôle direct et en font effectivement des serfs en échange de leur protection.

## Shōendans la période Sengoku
Le système est réformé via le taikō kenchi.

## Source de la traduction
- (en) Cet article est partiellement ou en totalité issu de l’article de Wikipédia en anglais intitulé « Shōen » (voir la liste des auteurs).